# (23523) 1993 AQ
1993 أي كيو (ويعرف أيضًا باسم (23523) 1993 أي كيو وفق تسمية الكوكب الصغير) (بالإنجليزية: 1993 AQ)‏ هو كويكب ضمن حزام الكويكبات؛ وترتيبه 23523 من حيث الاكتشاف.
اكتُشف هذا الجُرم الفلكي بواسطة هيروشي كانيدا في 13 يناير 1993.

## وصلات خارجية
- (23523) 1993 AQ في قاعدة بيانات مختبر الدفع النفاث لأجرام النظام الشمسي الصغيرة

- الاكتشاف · مخطط المدار ·  العناصر المدارية · المعلمات المادية

- (23523) 1993 AQ على موقع ويكي سكاي: DSS2, SDSS, GALEX, IRAS, Hydrogen α, X-Ray, Astrophoto, Sky Map, Articles and images